# C28H29NO
化学式C28H29NO（摩尔质量：395.546 g/mol）可以指：
- JWH-146，CAS号：914458-21-2
- JWH-364，CAS号：914458-36-9
- JWH-365，CAS号：914458-23-4

|  | 这个同类索引页列出了具有相同分子式的化学物（即同分異構體）条目。 除非您是有意链接至本页，否则应将相应条目的内部链接指向正确的条目。 |